# Lycophidion albomaculatum
Lycophidion albomaculatum (білоплямиста вовча змія) — вид змій родини Lamprophiidae. Мешкає в Західній Африці.

## Поширення і екологія
Білоплямисті вовчі змії мешкають в Сенегалі, Гамбії, Гвінеї-Бісау, Гвінеї, Сьєрра-Леоне і південному Малі. Вони живуть в саванах і рідколіссях.